# 戦没者の谷

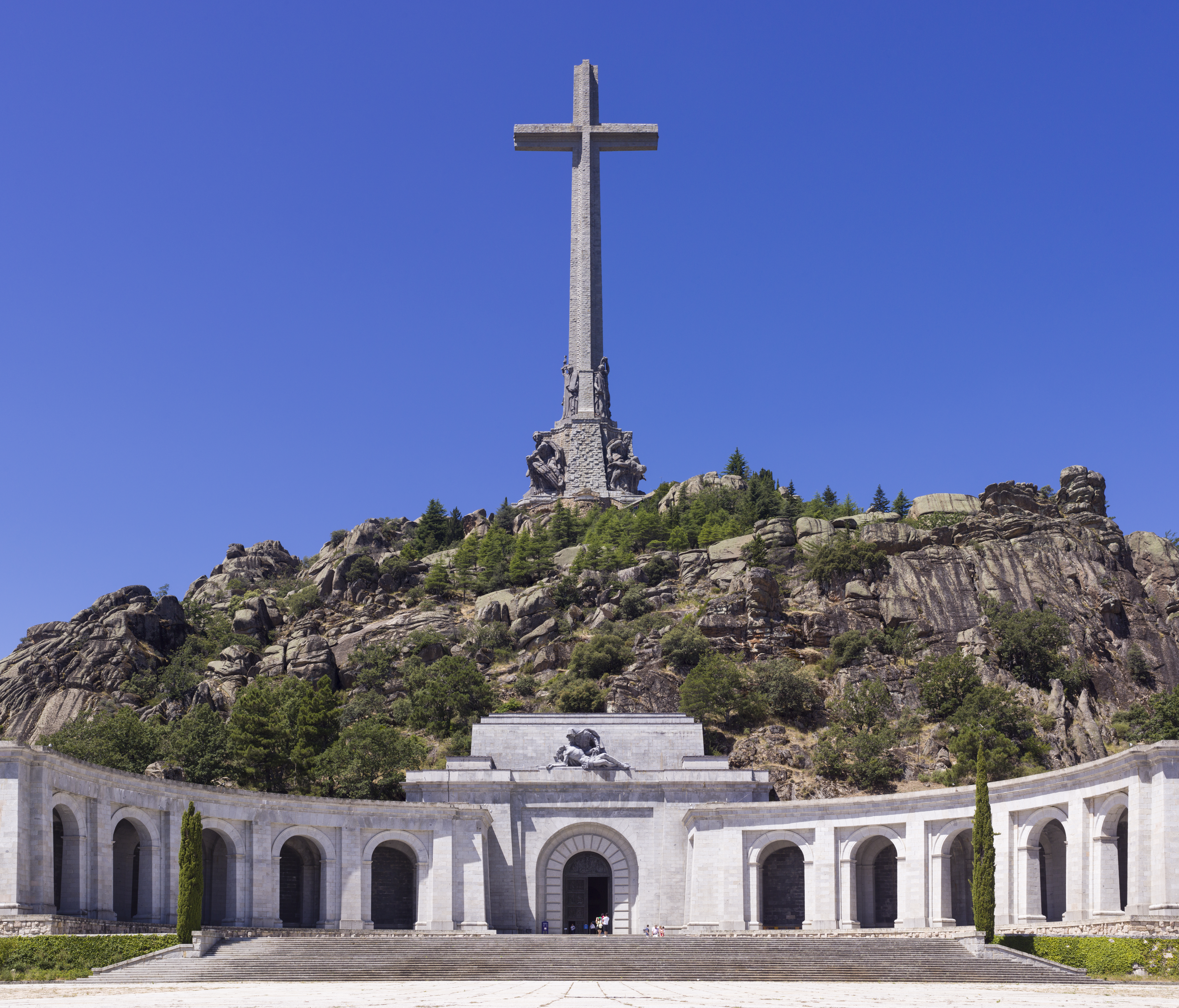
戦没者の谷

戦没者の谷（せんぼつしゃのたに）またはバジェ・デ・ロス・カイードス （Valle de los Caídos）は、スペイン・マドリード州サン・ロレンソ・デル・エスコリアルにある、国立の慰霊施設。
スペイン内戦で戦死した兵士を讃えるため、スペイン総統（カウディーリョ）フランシスコ・フランコがグアダラマ山脈の谷に1940年から1958年にかけ建設した。しかし、讃えられている名前はホセ・アントニオ・プリモ・デ・リベラとフランコ自身の2人だけである。フランコはこの施設が「国による償いの行為」であるとも主張していた。
フランコ支配時代の名残りであるこのモニュメントとカトリック教会のバシリカ（聖堂）は、特に政治犯によって建設されたという事情もあり、未だに論争の渦中にある。この複合施設を運営管理するのは、政府機関の一つ国家財産委員会（es:Patrimonio Nacional）である。

## バシリカ、十字架と修道院

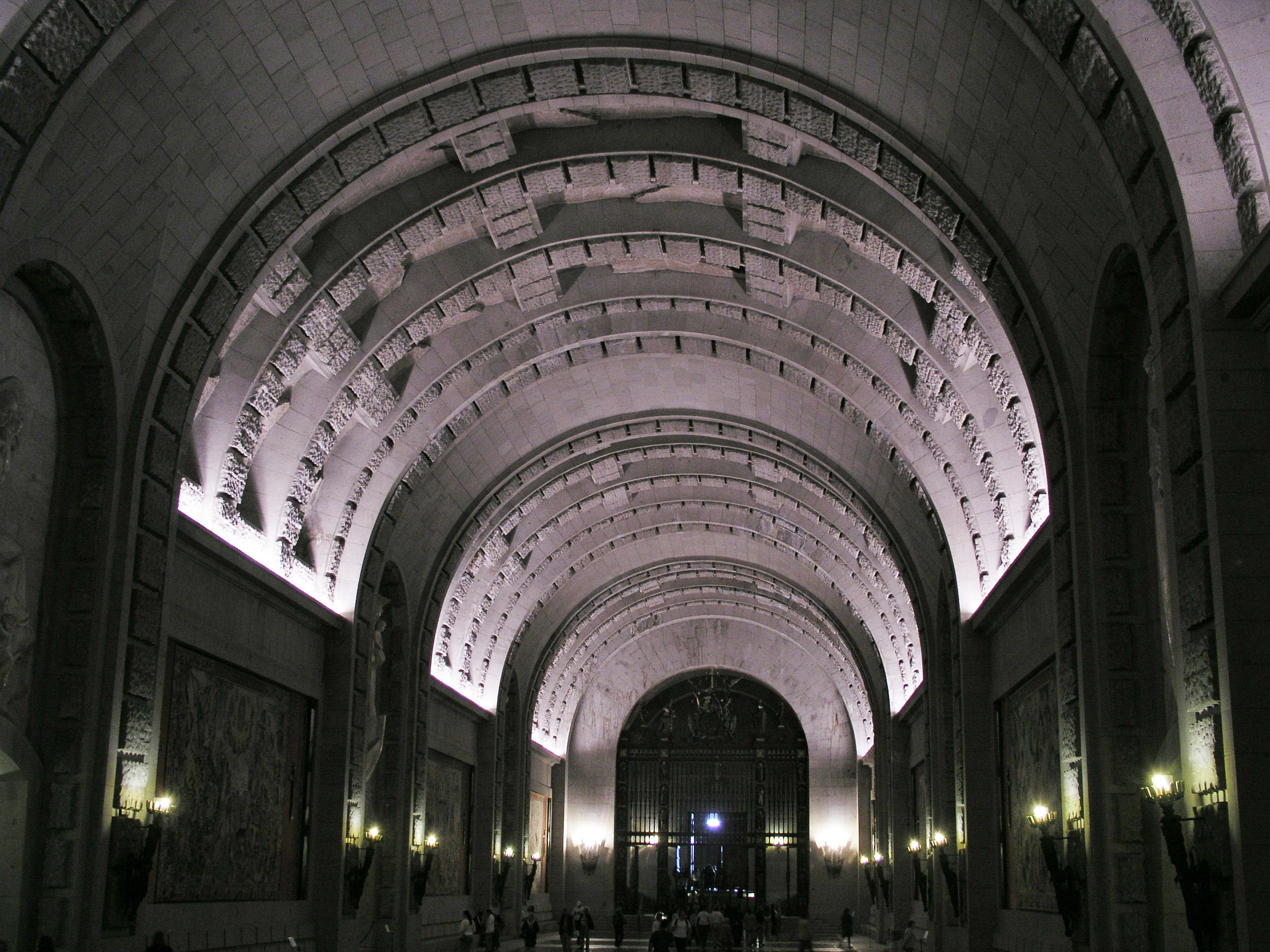
巨大な本堂

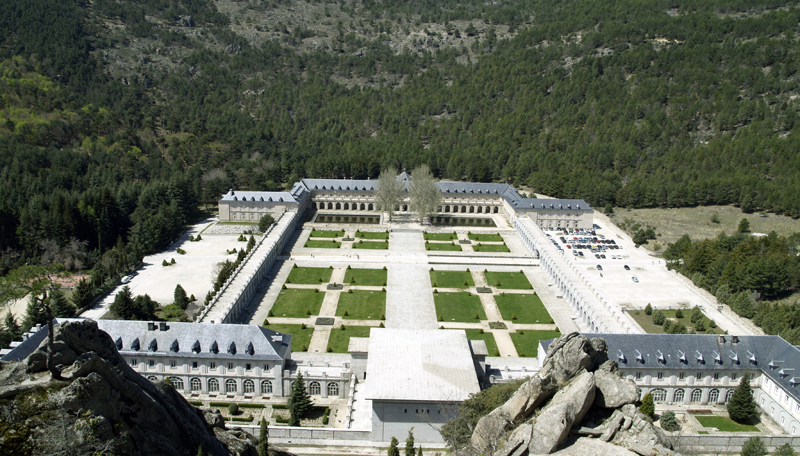
修道院

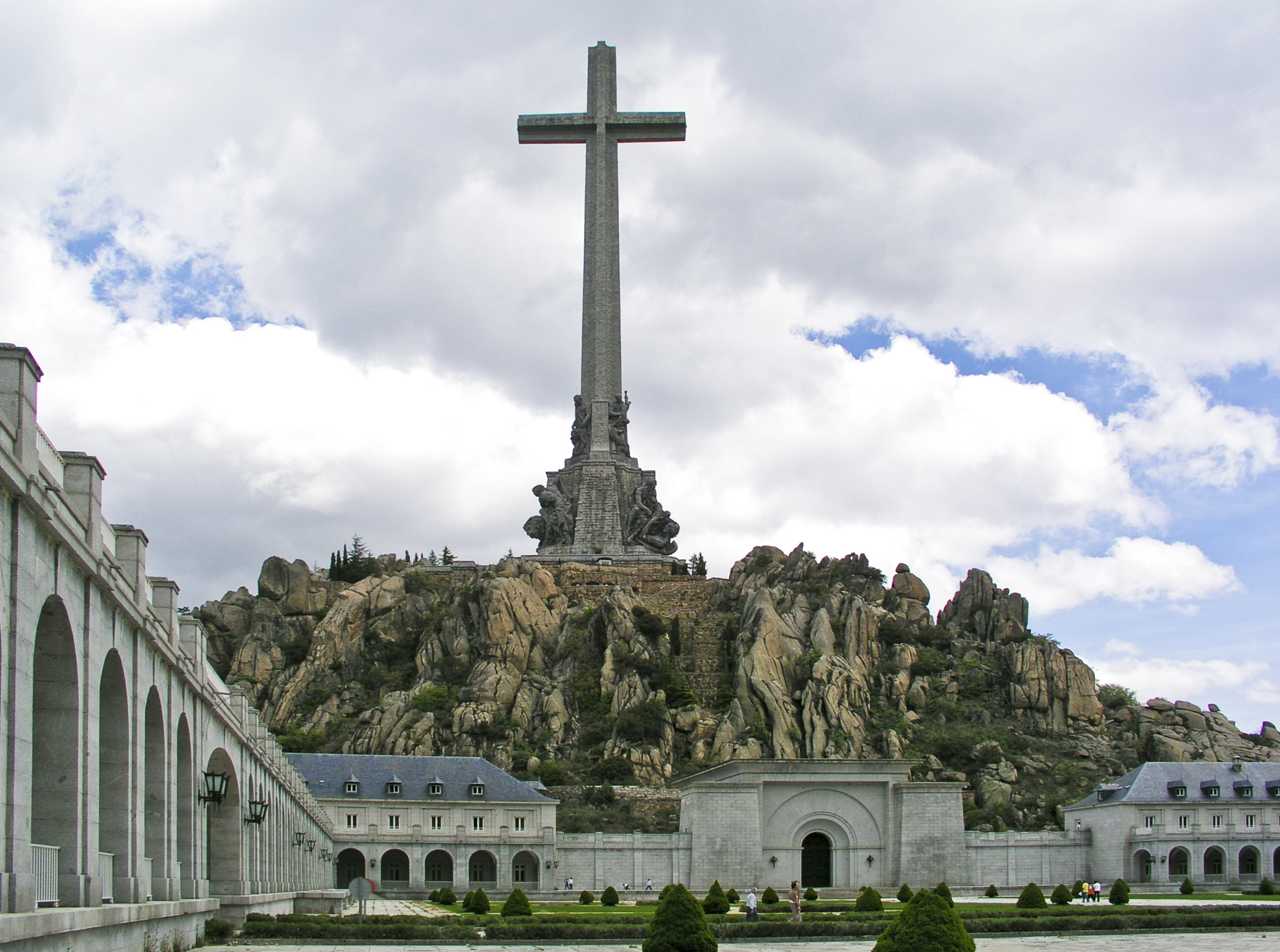
修道院から見た十字架

谷には、花崗岩の稜線をくりぬいた世界最大級のバシリカ「バジェ・デ・ロス・カイードスのサンタ・クルス聖堂」（Basílica de la Santa Cruz del Valle de los Caídos）と、152.4mという世界一の高さを誇る石造の十字架がそびえている。
1960年、ローマ教皇ヨハネ23世は地下納骨堂にバシリカ（聖堂）の格を認めた。地下バシリカの空間は、掘り抜いたものとしてはローマのサン・ピエトロ大聖堂の地下納骨堂より広い。サン・ピエトロ大聖堂と争うことをはばかり、入り口近くの内部には間仕切り壁がつくられており、通路のかなり広い部分が奉献されないままになっている。
ペドロ・ムフルサとディエゴ・メンデスがそれぞれ均等な広さを設計した本堂は、フランコによれば「時が忘れ去ることを拒む不朽の業績」であり、20世紀スペイン建築の記念碑となっている。それはエル・エスコリアル修道院をつくったフアン・デ・エレーラの古典建築のリバイバルを意図した、スペイン独自のネオ・エレリア様式で設計されていた。アルベルト・シュペーアや、ベニート・ムッソリーニによるローマのエウローパのような国際的古典主義に根ざしたこの建築様式は、戦後スペインの公共建築で広く採用された。
正面入り口頭上と十字架の基礎部分に刻まれた神々の彫刻は、フアン・デ・アバロスの最高傑作であると言える。このバシリカの前は広場となっており、遠く離れたマドリード郊外と谷の壮大な眺めが味わえる。長いアーチ型天井を持つ納骨堂は何千人もの共和国派の受刑者が堅い花崗岩をトンネル状に掘り抜いたものである。巨大な翼廊が山を貫いており、ちょうど十字架の真下で交差している。
錬鉄製の門の上には、フランコの好んだハプスブルク家の紋章「双頭の鷲」が目立つよう飾られている。バシリカに入るとすぐ訪問者は、剣を手にしたアールデコ調の巨大な金属製の天使像が2体、側面に立っているのを目にする。
バシリカと十字架の土台は、ケーブルカーで結ばれている。バシリカのドームの頂点から十字架頂上部のはね上げ扉をつないで、十字架内部には螺旋階段とリフトがあるが、これらの利用はメンテナンス・スタッフに限られる。
山の反対側には、ベネディクト会に属する「バジェ・デ・ロス・カイードスのサンタ・クルス修道院」（Abadía Benedictina de la Santa Cruz del Valle de los Caídos）があり、ここに暮らす聖職者たちは戦没者の安息のため常にミサを捧げている。この修道院は王立修道院の格を与えられている。

## 戦没者の谷
モニュメントを含む「戦没者の谷」は、エル・エスコリアルの北東約10kmにあり、国立公園に指定されている。谷の地下には4万人の遺体が埋葬され、それぞれの名前は記念碑に刻まれている。
この谷には、ナショナリストの兵士、共和国派の兵士がともに埋葬しているとされているが（スペイン内戦の末期、共和国派の遺体がいくらか、一時的な埋葬地からここに移されてきた）、モニュメントは明らかにナショナリスト寄り・反共主義寄りの色彩を帯びている。これはフランコのナショナリスト政権と、カトリック教会の結びつきの強さを反映し、「神とスペインに殉じた者たちよ！」（"¡Caídos por Dios y por España!" ）という銘が刻まれている。加えて、フランコがこのモニュメントを建設するという発表を行ったタイミングを見れば、このモニュメントがナショナリストだけのために作られたということは疑いない。共和国に対するフランコの勝利1周年を祝う戦勝パレードが行われた1940年4月1日、フランコはこの戦いで命を落とした人々のための壮大な施設を建てる、個人的な決定を発表したのである。
今日、スペインの社会労働党政権（サパテーロ首相）は、戦没者の谷を「民主主義の記念碑」または「民主主義のための戦いで命を落とした全スペイン人のための」施設として設計し直す計画について、議論を行っている。他の政党、とくに中道カトリック政党は、「戦没者の谷」はすでにナショナリスト・共和国双方の軍人・民間人すべての犠牲者のために捧げられていると考え、政権の動きは共和国側のためだけに再編するものと見なしている。

## フランコの墓
2019年10月24日にエル・パルドにあるミンゴルビオ墓地に再埋葬されるまではフランコの墓所として知られ、毎年11月20日に近い土曜日になるとフランコ時代を懐かしむ人々やファランヘ党の活動家による記念行事が行われていた。
フランコの死後の1975年、暫定政府はこの地を総統の埋葬場所として指定した。しかし、実はフランコ自身は谷に埋葬されることを望んでおらず、マドリードへの埋葬を望んでいた。バシリカの外、谷の下に横たわる内戦の戦没者とは異なり、フランコは教会内部に埋葬された。彼の墓は主祭壇の聖歌隊歌唱席側、名前が刻まれただけの簡素な墓石の下に位置していた。
フランコは、バシリカに埋葬された2人目の人物であった。フランコは以前、ファランヘ党創設者アントニオ・プリモ・デ・リベラを祭壇横の本堂に埋葬させていた。フランコに先立つこと39年前の1936年11月20日に死んだプリモ・デ・リベラの墓は、祭壇のちょうど反対側にある。

## 論争
スペインのナショナリスト政権が掲げたモットーは、「高尚に仕事させる」（el trabajo enoblece）であった。しかし、バシリカと十字架建設を囚人の強制労働で行わせたのは議論の的となっている。囚人労働者の中には、複雑な仕事を要求されるほどの熟練した腕を持つ者もいた。現場にいたこれら受刑者の中には有罪判決を下された政治犯もいた。これら多くの政治犯たちは、労働が終了するまで安心することができなかった。大きな石の塊の運搬は安全対策に欠けており、毎日のように事故が起き、死に至るケースも多かった。1940年のスペインの法では、1日の労働によって2日間の「贖罪」ができると認めていた。バシリカで労働を行うとこの恩恵は6日分にあたるとされた。
記念碑建設において、共和国派政治犯は政権による山野開拓に参加を強制され、かつ自らの政治思想を守るために、判決として課せられた罪のあがないをもさせられた。
現在、元独裁者を祝う政治集会は2007年10月16日のスペイン下院における投票で禁止されている。戦没者の谷を運営する組織は、共和国によって殺された人のみならず、内戦時代に死んだ全ての人々、弾圧された全ての人々についての情報を共有するよう求められている。
2018年6月に発足したペドロ・サンチェス首相率いる左派のスペイン社会労働党政権は、フランコの遺体を戦没者の谷より移転させることを8月に閣議決定し、9月13日にスペイン下院議会は賛成176、反対２、棄権164によりフランコの遺体を戦没者の谷より移転させることを決議した。